# Port lotniczy Yellowstone
Port lotniczy Yellowstone (IATA: COD, ICAO: KCOD) – port lotniczy położony 3,7 kilometra na południowy wschód od centrum Cody, w stanie Wyoming, w Stanach Zjednoczonych.

## Linie lotnicze i połączenia
| Linia Lotnicza | Kierunek |
| -------------- | -------- |
| United Express | Denver   |